# Artère glutéale inférieure

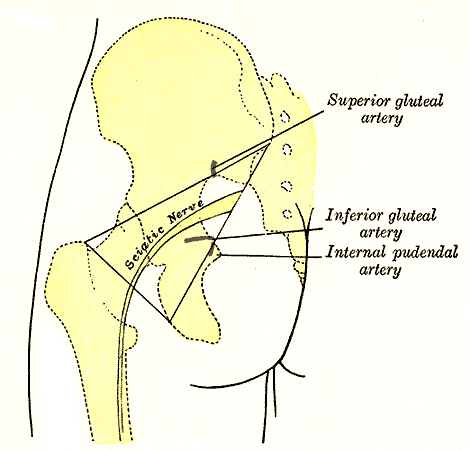
Schéma montrant l’emplacement de l’artère glutéale inférieure.

Pour les articles homonymes, voir Artère glutéale.
L'artère glutéale inférieure (anciennement l'artère ischiatique) est une artère systémique paire de l'abdomen qui nait dans le petit bassin et se termine dans la région fessière. Elle vascularise des muscles du membre inférieur, la peau de la région fessière et la tête fémorale.

## Origine
L'artère glutéale inférieure est l'une des deux branches terminales du tronc antérieur de l'artère iliaque interne.

## Trajet
L'artère glutéale inférieure passe devant le plexus sacral, passe entre le deuxième et le troisième (ou entre le troisième et le quatrième) nerf sacré et sur la face antérieure du muscle piriforme puis entre ce dernier et le muscle ischio-coccygien. Elle quitte la cavité pelvienne parla grande incisure ischiatique par le foramen infrapiriformis, accompagnée du nerf glutéal inférieur, du nerf ischiatique et des vaisseaux pudendaux. Elle chemine ensuite entre le grand trochanter et la tubérosité ischiatique, recouverte par le muscle grand glutéal. 
Au niveau du foramen infrapiriformis, elle donne naissance à l'artère satellite du nerf ischiatique. 

## Zone de vascularisation
L'artère glutéale inférieure donne des branches musculaires aux muscles grand glutéal, moyen glutéal, piriforme, obturateur interne, jumeau supérieur et jumeau inférieur.
Elle fournit également des rameaux cutanés pour la peau fessière et des rameaux intracapsulaires à l'articulation coxale qui contribuent à la vascularisation de la tête fémorale.

## Anastomoses
L'artère glutéale inférieure s'anastomose avec l'artère glutéale supérieure, les deux artères circonflexes fémorales latérale et médiale, et les artères perforantes de la cuisse.